# Needle in the Hay
Needle in the Hay är en låt skriven av Elliott Smith, först utgiven som öppningslåt på hans självbetilade album, samt senare släppt som 7" vinyl. Låten är med i soundtracket för Wes Andersons film från 2001, Royal Tenenbaums. Låten spelas under en scen då Luke Wilsons karaktär försöker ta livet av sig.
Trumpet och munspel spelades in till låten, men uteblev när den sista mixningen genomfördes. Låten har ej heller senare släppts med de instrumenten.
Under senare konserter med ett fullmannaband, så fick låten ett mer "rockigt" arrangemang, och innehåll då trummor och bas, med Smith sjungandes en oktav högre.
Under några liveframträdanden ändrade Smith texten "...head down to toes a reaction to you..." till "...everyone knows he's a reaction to you..."
Låten har gjors som cover av punkbandet Bad Astronaut, på deras album från 2001, Acrophope. Mupparna har med låten i parodin Sad Kermit.

## Låtlista
1. "Needle In The Hay" (4:17)
2. "Alphabet Town" (4:12)
3. "Some Song" (2:09)